# الخط الزمني لجائحة كوفيد-19 في أغسطس 2020

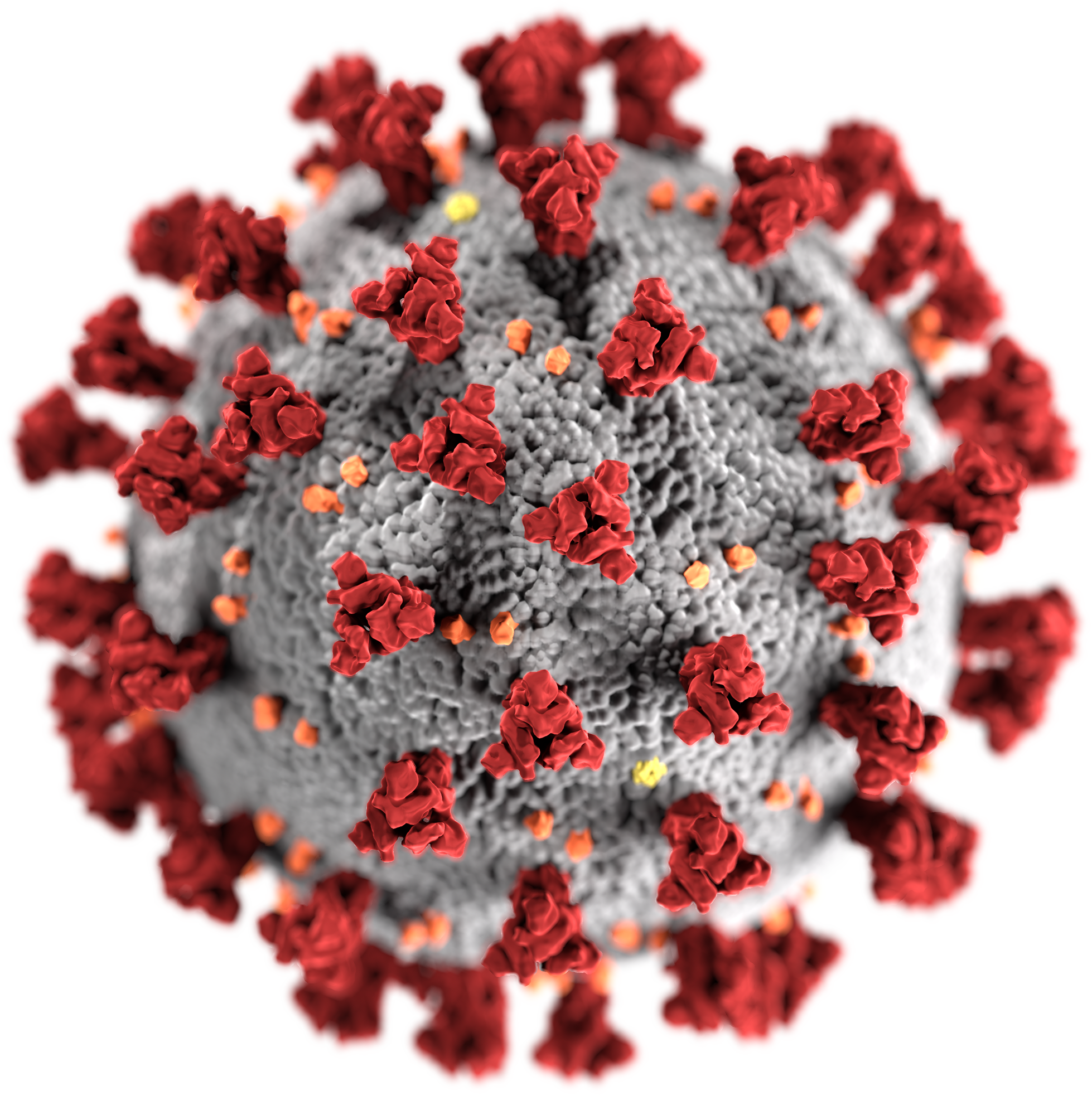

يوثق هذا المقال التسلسل الزمني لفيروس سارس-كوف-2 ووبائياته في شهر أغسطس عام 2020. يسبب هذا الفيروس مرض فيروس كورونا 2019 (كوفيد-19) المسؤول عن جائحة كوفيد-19 العالمية. كُشفت أول إصابة بشرية في مدينة ووهان الصينية في شهر ديسمبر 2019.

## التسلسل الزمني للجائحة

### 1 أغسطس
تقرير الحالة الصادر عن منظمة الصحة العالمية رقم 194:
- أبلغت أستراليا عن تسجيل ثلاث وفيات جديدة (وفاتان في ولاية فيكتوريا وواحدة في ولاية نيوساوث ويلز) ما رفع حصيلة الوفيات إلى 201. سجلت ولاية فيكتوريا 397 حالةً جديدةً.[2]
- أبلغت ماليزيا عن تسجيل تسع حالات جديدة، ما رفع حصيلة الإصابات إلى 8,985. بلغ عدد الحالات النشطة 213 مع حالتين في وحدة العناية المركزة وواحدة على جهاز التنفس الاصطناعي. شُفي ثلاثة مرضى لتصل حصيلة الشفاء إلى 8,647، بينما بقيت حصيلة الوفيات 125.[3]
- بلغ عدد الوفيات في المكسيك 46,688 وعدد الإصابات الكلي 424,637، ما وضعها في المركز الثالث في معدل الوفيات الناجمة عن كوفيد-19.[4]
- أبلغت نيوزيلندا عن تسجيل حالتين جديدتين، ما رفع عدد الحالات النشطة إلى 22 والعدد الإجمالي للإصابات إلى 1,518، بينما بقيت حصيلة الوفيات 22.[5]
- أبلغت سنغافورة عن تسجيل 307 حالات جديدة، ما رفع حصيلة الإصابات إلى 52,512.[6][7]
- أبلغت أوكرانيا عن تسجيل 1,172 حالةً جديدةً و16 وفاةً، ما رفع حصيلة الإصابات إلى 71,056 وعدد الوفيات إلى 1,709. شُفي ما مجموعه 93,308 مرضى.[8]

### 2 أغسطس
تقرير الحالة الصادر عن منظمة الصحة العالمية رقم 195:
- أبلغت ولاية فيكتوريا الأسترالية عن تسجيل 671 حالةً جديدة و7 وفيات خلال آخر 24 ساعة.[10][11]
- أبلغت ماليزيا عن تسجيل 14 حالةً جديدةً ما رفع حصيلة الإصابات إلى 8,999. شُفي 17 مريضًا ليصل عدد حالات الشفاء إلى 8,664، بينما بقي عدد الوفيات 125.[12]
- أبلغت نيوزيلندا عن تسجيل 3 حالات جديدة، ما رفع حصيلة الحالات النشطة إلى 25 وعدد الإصابات الكلي إلى 1,565 (1,215 حالةً مؤكدةً و350 حالةً مشتبهةً). بقي عدد حالات الشفاء 1,518 وعدد الوفيات 22.[13]
- سجلت سنغافورة 313 حالةً جديدةً، ما رفع حصيلة الإصابات إلى 52,825.[14][15]
- أبلغت أوكرانيا عن تسجيل 1,112 حالةً جديدةً و16 وفاةً، ما رفع حصيلة الإصابات إلى 72,168 وعدد الوفيات إلى 1,725، وشُفي 39,543 مريضًا حتى هذا التاريخ.[16]

### 3 أغسطس
تقرير الحالة الصادر عن منظمة الصحة العالمية رقم 196:
- أبلغت ولاية فيكتوريا الأسترلية عن تسجيل 429 حالةً جديدةً و13 وفاةً ما رفع حصيلة الحالات النشطة في فيكتوريا إلى 6,489.[18]
- أبلغت ماليزيا عن تسجيل حالتين جديدتين، ما رفع حصيلة الإصابات إلى 9,001. خُرّج 4 مرضى من المنشآت الصحية لتصل حصيلة حالات الشفاء إلى 8,670. بلغ عدد الحالات النشطة 208 بينما بقيت حصيلة الوفيات 125.[19]
- أبلغت نيوزيلندا عن تسجيل حالتين جديدتين في منشآت العزل الموجه، ما رفع عدد الحالات النشطة إلى 27 والحصيلة الكلية إلى 1,567 (1,217 حالةً مؤكدةً و350 حالةً مشتبهةً). لم يطرأ تغيير على عدد حالات الشفاء (1,518) أو حصيلة الوفيات (22).[20]
- أبلغت سنغافورة عن تسجيل 226 حالةً جديدةً، ما رفع حصيلة الإصابات إلى 53,051.[21][22]
- أبلغت أوكرانيا عن تسجيل 990 حالةً جديدةً و13 وفاةً ما رفع عدد الإصابات الإجمالي إلى 73,158 وعدد الوفيات إلى 1,738، بينما شُفي 39,876 حتى هذا التاريخ.[23]

### 4 أغسطس
تقرير الحالة الصادر عن منظمة الصحة العالمية رقم 197:
- أبلغت ولاية فيكتوريا الأسترالية عن تسجيل 439 حالةً جديدةً و11 وفاةً.[25]
- أبلغت ماليزيا عن تسجيل حالة جديدة، ما رفع حصيلة الحالات إلى 9,002. بلغ عدد الحالات النشطة 193 ووصلت حصيلة الشفاء إلى 8,684.[26]
- أبلغت نيوزيلندا عن شفاء خمس حالات جديدة، ما رفع حصيلة الشفاء إلى 1,523، بينما بلغ عدد الحالات النشطة 22، وبقي عدد الحالات الكلي 1,567 (1,217 حالةً مؤكدةً و350 حالةً مشتبهةً) وعدد الوفيات 22.[27]
- أبلغت سنغافورة عن تسجيل 295 حالةً جديدةً، ما رفع حصيلة الحالات إلى 53,346.[28][29]
- أبلغت أوكرانيا عن تسجيل 1,061 حالةً جديدةً و26 وفاةً، ما رفع حصيلة الإصابات إلى 74,219 وعدد الوفيات إلى 1,764، بينما شُفي 40,613 مريضًا.[30]

### 5 أغسطس
تقرير الحالة الصادر عن منظمة الصحة العالمية رقم 198:
- أبلغت ولاية فيكتوريا الأسترالية عن تسجيل 725 حالةً جديدةً و15 وفاةً، ما رفع حصيلة الإصابات إلى 13,035 وعدد الوفيات إلى 162.[32]
- أبلغت ماليزيا عن تسجيل 21 حالةً جديدةً، ما رفع إجمالي الإصابات إلى 9,023. شُفي 18 مريضًا ليصل عدد حالات الشفاء إلى 8,702.
- أبلغت نيوزيلندا عن تسجيل حالتين جديدتين، ما رفع عدد الحالات النشطة إلى 24 وإجمالي الإصابات إلى 1,569 (1,219 حالةً مؤكدةً و350 حالةً مشتبهةً). لم تتغير أعداد حالات الشفاء (1,523) أو الوفيات (22).[33]
- أبلغت سنغافورة عن تسجيل 908 إصابات جديدة ما رفع حصيلة الحالات إلى 54,254.[34][35]
- أبلغت أوكرانيا عن تسجيل رقم قياسي جديد بلغ 1,271 إصابةً إضافةً إلى 24 وفاةً، ما رفع حصيلة الإصابات إلى 75,490 وعدد الوفيات إلى 1,788. شُفي ما مجموعه 41,527 مريضًا.[36]

### 6 أغسطس
تقرير الحالة الصادر عن منظمة الصحة العالمية رقم 199:
- أبلغت ولاية فيكتوريا الأسترالية عن تسجيل 471 حالةً جديدةً و8 وفيات، ما رفع عدد الوفيات إلى 170. ظهرت 107 «حالات غامضة»، بينما ارتبطت 1,533 حالةً نشطةً بمرافق العناية بالمسنين.[38]
- أبلغت ماليزيا عن تسجيل 15 حالةً جديدةً، ما رفع عدد الإصابات الكلي إلى 9,038. شُفي 11 مريضًا ليصل عدد حالات الشفاء إلى 8,713، وبلغ عدد الحالات النشطة 200 بينما بقي عدد الوفيات 125.[39]
- لم تسجل نيوزيلندا أي حالة جديدة، وبقيت حصيلة الإصابات 1,569 (1,219 حالةً مؤكدةً و350 حالةً مشتبهةً). شُفي مريض واحد ما رفع حصيلة الشفاء إلى 1,524، بينما بلغ عدد الحالات النشطة 23 وبقيت حصيلة الوفيات 22.[40]
- أبلغت سنغافورة عن تسجيل 301 حالة جديدة، ما رفع حصيلة الإصابات إلى 54,555.[41][42]
- أبلغت أوكرانيا عن تسجيل رقم قياسي جديد في حصيلة الإصابات اليومية بلغ 1,318، وتكرر الرقم القياسي السابق في تعداد الوفيات، إذ سجلت البلاد 31 وفاةً جديدةً، ما رفع حصيلة الإصابات إلى 76,808 وعدد الوفيات الكلي إلى 1,819. بلغ عدد حالات الشفاء 42,524 حتى هذا التاريخ.[43]

### 7 أغسطس
تقرير الحالة الصادر عن منظمة الصحة العالمية رقم 200:
- أبلغت ولاية فيكتوريا الأسترالية عن تسجيل 450 حالةً جديدةً، ما رفع حصيلة الإصابات إلى 13,867 من بينها 911 من عاملي القطاع الصحي.[45]
- سجلت الهند 2,027,000 حالة مؤكدة، من بينها 41,585 وفاةً.[46]
- أبلغت ماليزيا عن تسجيل 25 حالةً جديدةً، ما رفع حصيلة الإصابات إلى 9,063. شُفي 15 مريضًا، ليصل عدد حالات الشفاء إلى 8,728، بينما بقيت حصيلة الشفاء 125.[47]
- لم تسجل نيوزيلندا أي حالات جديدة، وبقي عدد الحالات النشطة 23 وعدد الإصابات الكلي 1,569 (1,219 حالةً مؤكدةً و350 حالةً مشتبهةً)، ولم يتغير عدد حالات الشفاء (1,524) أوعدد الوفيات (22).[48]
- أبلغت سنغافورة عن تسجيل 242 حالةً جديدةً، ما رفع حصيلة الإصابات إلى 54,797.[49] أكملت فرقة العمل المشتركة بين الوكالات المعنية بالأمراض المعدية الناشئة إجراء الاختبارات في جميع مهاجع العمال الأجانب عدا بضعة منشآت مستقلة مجهزة للحجر الصحي.[50]
- أبلغت أوكرانيا عن تسجيل رقم قياسي جديد في عدد الإصابات اليومية الذي بلغ 1,453 حالةً جديدةً إضافةً إلى 33 وفاةً جديدةً، ما رفع عدد الإصابات الكلي إلى 78,261 وعدد الوفيات إلى 1,852. شُفي 43,055 مريضًا حتى هذا التاريخ.[51]

### 8 أغسطس
تقرير الحالة الصادر عن منظمة الصحة العالمية رقم 200:
- أبلغت ولاية فيكتوريا الأسترالية عن تسجيل 466 حالةً جديدةً و12 وفاةً.[52]
- أبلغت ماليزيا عن تسجيل 7 حالات جديدة، ما رفع حصيلة الإصابات إلى 9,070. شُفي 47 مريضًا، ما رفع حصيلة الشفاء إلى 8,775. بلغ عدد الحالات النشطة 170، مع وجود حالتين في وحدة العناية المشددة إحداهما على جهاز التنفس الاصطناعي، وبقي عدد الوفيات 125.[53]
- لم تسجل نيوزيلندا أي حالات جديدة، وبقي عدد الحالات النشطة 23، وعدد الحالات الإجمالي 1,569 (1,219 حالةً مؤكدةً و350 حالةً مشتبهةً). لم يطرأ تغيير على عدد حالات الشفاء (1,524) أو الوفيات (22).[54]
- أبلغت سنغافورة عن تسجيل 132 حالةً جديدةً، ما رفع حصيلة الإصابات إلى 54,929.[55][56]
- أبلغت أوكرانيا عن تسجيل رقم قياسي جديد إذ بلغ عدد الإصابات اليومي 1,489 إضافةً إلى 27 وفاة. ارتفعت بذلك حصيلة الإصابات إلى 79,750 وبلغ عدد الوفيات 1,879. شُفي ما حصيلته 43,655 مريضًا حتى تاريخه.[57]

### 9 أغسطس
تقرير الحالة الصادر عن منظمة الصحة العالمية رقم 201:
- أبلغت ولاية فيكتوريا في أستراليا عن تسجيل 394 حالةً جديدةً و 17 وفاةً. سجلت ولاية نيوساوث ويلز 10 حالات جديدة لتصل حصيلة الإصابات إلى 3,672.[58]
- أبلغت ماليزيا عن تسجيل 13 حالةً جديدةً، ما رفع حصيلة الإصابات إلى 9,083. خُرّج 9 مرضى من المنشآت الصحية ليصل عدد حالات الشفاء إلى 8,784. بلغ عدد الحالات النشطة 174 بينما بقي عدد الوفيات 125.[59]
- لم تسجل نيوزيلندا أي حالات جديدة، وبقي عدد الحالات النشطة 23 وعدد الإصابات الكلي 1,569 (1,219 حالةً مؤكدةً و350 حالةً مشتبهةً). لم يتغير عدد حالات الشفاء (1,524) أو الوفيات (22).[60]
- أبلغت سنغافورة عن تسجيل 175 حالةً جديدةً، ما رفع حصيلة الحالات إلى 55,104.[61]
- أبلغت أوكرانيا عن تسجيل 1,199 حالةً جديدةً و18 وفاةً، ما رفع حصيلة الإصابات إلى 80,949 وعدد الوفيات إلى 1,897. شُفي ما مجموعه 43,972 مريضًا.[62]

### 10 أغسطس
تقرير الحالة الصادر عن منظمة الصحة العالمية:
- أبلغت ماليزيا عن 11 إصابة جديدة، ليصل العدد الإجمالي للإصابات إلى 9094.
- وخرج 19 مصابًا من المستشفيات ليرتفع عدد المتعافين إلى 8803، ولا يزال عدد الوفيات الناتجة عن فيروس كورونا ثابتًا عند 125.[63]
- لم تبلغ نيوزيلندا عن أي إصابات جديدة، وتعافى اثنان من المصابين بالفيروس، ليرتفع العدد الإجمالي للإصابات إلى 22 والعدد الإجمالي للمتعافين إلى 1526،[64] ولا يزال عدد الوفيات ثابتًا عند 22.[65]
- أبلغت سنغافورة عن 188 إصابة جديدة بفيروس كورونا، ليصل العدد الإجمالي للإصابات إلى 55292 إصابة.[66][67]
- أبلغت أوكرانيا عن 1008 إصابة جديدة و25 وفاة ليصل العدد الإجمالي للحالات إلى 81957 إصابة و1922 وفاة، وبلغ عدد المتعافين 44359 شخصًا.[68]

### 11 أغسطس
تقرير الحالة الصادر عن منظمة الصحة العالمية:
- أبلغت ماليزيا عن تسع إصابات جديدة، ليصل العدد الإجمالي للإصابات إلى 9103. خرج ستة مصابين من المستشفيات، ليرتفع العدد الإجمالي للمتعافين إلى 8809، ولا يزال عدد الوفيات ثابتًا عند 125.[69]
- أبلغت نيوزيلندا عن إصابة واحدة جديدة في العزل، ما رفع عدد الحالات النشطة إلى 21 والعدد الإجمالي للإصابات إلى 1570 (1220 مؤكدة و350 محتملة). لا يزال عدد المتعافين ثابتًا عند 1526 ولا يزال عدد الوفيات ثابتًا عند 22.[70] وفي وقت لاحق من ذلك اليوم أعلنت نيوزيلندا عن أربع حالات انتقال مجتمعية، لتكون بذلك الحالات الأولى التي تُشخص خارج مراكز العزل منذ 102 يومًا.[71]
- أبلغت سنغافورة عن 61 إصابة جديدة، ليصل العدد الإجمالي للإصابات إلى 55353 إصابة.[72]
- أبلغت أوكرانيا عن 1158 إصابة جديدة و29 حالة وفاة جديدة، ليصل العدد الإجمالي للإصابات إلى 83115 وللوفيات إلى 1951، مع تسجيل 44934 حالة شفاء من الفيروس.[73]
- تجاوز عدد الإصابات بفيروس كورونا على مستوى العالم 20 مليون إصابة، مع تسجيل أكثر من 12 مليون حالة شفاء، و735 وفاة ناتجة عن الفيروس.[74]

### 12 أغسطس
تقرير الحالة الصادر عن منظمة الصحة العالمية:
- أبلغت ماليزيا عن 11 إصابة جديدة، ليصل مجموع الإصابات إلى 9114، وخرج ثمانية مرضى من المستشفيات، مع وجود 172 حالة نشطة. لا يزال عدد الوفيات الناتجة عن الفيروس ثابتًا عند 125.[75]
- أبلغت نيوزيلندا عن 26 إصابة نشطة جديدة، ليصل إجمالي الإصابات إلى 1579 من بينها 1225 إصابة مؤكدة و354 إصابة محتملة، مع خمس حالات شفاء جديدة، ليصل العدد الإجمالي لحلات التعافي إلى 1531، ولا يزال عدد الوفيات ثابتًا عند 22.[76]
- أعلنت سنغافورة عن 42 إصابة جديدة، ليصل العدد الإجمالي للإصابات إلى 55395 إصابة.[77] وضع 800 عامل مهاجر في الحجر الصحي بعد اكتشاف إصابة جديدة في مهجع مخصص للعمال.[78]
- أبلغت أوكرانيا عن 1433 إصابة جديدة و19 حالة وفاة جديدة، ليصل العدد الإجمالي للإصابات إلى 84548 والوفيات إلى 1970، مع تسجيل 45686 حالة شفاء من الفيروس.[79]

### 13 أغسطس
تقرير الحالة الصادر عن منظمة الصحة العالمية:
- أبلغت ماليزيا عن 15 إصابة جديدة، ليصل العدد الإجمالي للحالات الإيجابية إلى 9129 حالة. خرج أربع مصابين من المستشفيات ليرتفع العدد الإجمالي للمتعافين إلى 8821، مع 183 حالة نشطة بينما لا يزال عدد الوفيات ثابتًا عند 125 حالة.[80]
- أبلغت نيوزيلندا عن 13 حالة مؤكدة جديدة وحالة واحدة محتملة، ليصل العدد الإجمالي للإصابات إلى 1589 من بينها 1238 مؤكدة و351 محتملة. بلغ عدد الحالات النشطة 36 حالة بينما لا يزال عدد المتعافين ثابتًا عند 1531 وعدد الوفيات الناتجة عن الفيروس 22.[81]
- أبلغت سنغافورة عن 102 إصابة جديدة، ليصل العدد الإجمالي للإصابات إلى 55497 إصابة.[82][83]
- سجلت أوكرانيا رقمًا قياسيًا في عدد الإصابات بلغ 1592 إصابة بالإضافة إلى 22 حالة وفاة جديدة، ليصل العدد الإجمالي للإصابات إلى 86140 والوفيات إلى 1992، مع تسجيل 46216 حالة شفاء حتى الآن.[84]

### 14 أغسطس
تقرير الحالة الصادر عن منظمة الصحة العالمية:
- أبلغت ماليزيا عن 20 إصابة جديدة، ما رفع العدد الإجمالي للإصابات إلى 9149. بلغ عدد الحالات النشطة 196 أربع منها في العناية المركزة وواحدة موضوعة على المنفسة، تعافى سبعة مرضى جدد، ليرتفع العدد الإجمالي للمتعافين إلى 8828، ولا عدد الوفيات ثابتًا عند 125 وفاة.[85]
- أبلغت نيوزيلندا عن 12 إصابة جديدة مؤكدة وإصابة جديدة واحدة محتملة، ليصل العدد الإجمالي للإصابات إلى 1602 من بينها 1251 إصابة مؤكدة و351 إصابة محتملة، ولا يزال عدد المتعافين ثابتًا عند 1531 ولا يزال عدد الوفيات ثابتًا عند 22 وفاة.[86]
- أعلنت سنغافورة عن 83 إصابة جديدة، ليصل العدد الإجمالي للإصابات إلى 55580 إصابة.[87][88]
- سجلت أوكرانيا رقمًا قياسيًا جديدًا يبلغ 1732 إصابة جديدة بالإضافة إلى 19 وفاة جديدة، ليصل العدد الإجمالي للإصابات إلى 87872 وعدد الوفيات إلى 2011، مع تسجيل 46797 حالة شفاء.[89]

### 15 أغسطس
تقرير الحالة الصادر عن منظمة الصحة العالمية:
- أبلغت ولاية فيكتوريا الأسترالية عن 303 إصابة جديدة وأربع وفيات.[90]
- أبلغت ماليزيا عن 26 إصابة جديدة، ليصل العدد الإجمالي للإصابات إلى 9715، وتعافى ثلاثة أشخاص مع بقاء 219 حالة نشطة.[91]
- أبلغت نيوزيلندا عن سبع حالات مؤكدة جديدة (جميعها حالات انتقال مجتمعي)، وبذلك وصل العدد الإجمالي للحالات إلى 1609 (1258 حالة مؤكدة و351 حالة محتملة) ووصل عدد الحالات النشطة إلى 56 حالة، وبقي عدد المتعافين ثابتًا عند 1531 وعدد الوفيات ثابتًا عند 22 وفاة.[92]
- أبلغت سنغافورة عن 81 حالة جديدة، ليصل مجموع الإصابات إلى 55661 إصابة.[93][94]
- سجلت أوكرانيا 1847 إصابة جديدة، مع رقم قياسي جديد في عدد الإصابات اليومي بلغ 33 وفاة جديدة، ليصل العدد الإجمالي إلى 89719 إصابة و2044 وفاة، وبلغ عدد المتعافين 47430 شخصًا.[95]

### 16 أغسطس
تقرير الحالة الصادر عن منظمة الصحة العالمية:
- أبلغت ماليزيا عن 25 حالة جديدة (16 حالة وافدة و9 حالات انتقال مجتمعي)، ليصل العدد الإجمالي للإصابات إلى 9200 إصابة، وأبلغت البلاد عن 28 حالة شفاء إعادة ليصل إجمالي عدد المتعافين إلى 8859، مع 216 حالة نشطة، وبقي عدد الوفيات ثابتًا عند 125.[96]
- أبلغت نيوزيلندا عن 13 حالة مؤكدة جديدة (12 حالة انتقال مجتمعي وحالة من مراكز العزل) ليصل العدد الإجمالي للإصابات إلى 1622 (من بينها 1271 حالة مؤكدة و351 حالة محتملة) وبلغ عدد الحالات النشطة إلى 69 حالة، وبلغ عدد المتعافين 1531 حالة، ولا يزال عدد الوفيات ثابتًا عند 22 حالة.[97]
- أبلغت سنغافورة عن 86 إصابة جديدة، ليصل العدد الإجمالي للإصابات إلى 55747 إصابة.[98][99]
- أبلغت أوكرانيا عن 1637 إصابة جديدة و26 وفاة جديدة، وبذلك وصل العدد الإجمالي للإصابات إلى 91356 وعدد الوفيات إلى 2070 وفاة مع تسجيل 47822 حالة شفاء.[100]

### 17 أغسطس
تقرير الحالة الصادر عن منظمة الصحة العالمية:
- أبلغت ماليزيا عن 12 إصابة جديدة (عشر حالات منها محلية وحالتان وافدتان)، ليصل العدد الإجمالي للإصابات إلى 9212. سجلت 17 حالة شفاء جديدة، وبذلك وصل العدد الإجمالي للمتعافين إلى 8876. هناك 211 حالة نشطة، ولا يزال عدد الوفيات ثابتًا عند 125 وفاة.[101]
- أبلغت نيوزيلندا عن تسع حالات مؤكدة جديدة، وبذلك وصل العدد الإجمالي للإصابات إلى 1631 إصابة من بينها 1280 إصابة مؤكدة و351 إصابة محتملة وبلغ عدد الحالات النشطة 78 حالة، أجرت نيوزيلندا 26014 اختبارًا في اليوم السابق.[102]
- أبلغت سنغافورة عن 91 إصابة جديدة، ليصل العدد الإجمالي للإصابات إلى 55838 إصابة.[103]
- أبلغت أوكرانيا عن 1464 إصابة جديدة و19 حالة وفاة جديدة، وبذلك وصل العدد الإجمالي للإصابات إلى 92820 والوفيات إلى 2089، مع تسجيل 48164 حالة شفاء.[104]

### 18 أغسطس
تقرير الحالة الصادر عن منظمة الصحة العالمية:
- أبلغت ماليزيا عن سبع إصابات جديدة، ليرتفع العدد الإجمالي للإصابات إلى 9219 إصابة، مع تعافي 26 مصاب، وبذلك وصل العدد الإجمالي للمتعافين إلى 8902. بلغ عدد الحالات النشطة 192 حالة، ولا يزال عدد الوفيات ثابتًا عند 125 حالة وفاة.[105]
- أبلغت نيوزيلندا عن 13 حالة انتقال مجتمعية مؤكدة جديدة، وارتفع بذلك العدد الإجمالي للإصابات إلى 1643 من بينها 1293 إصابة مؤكدة و350 إصابة محتملة، وبلغ عدد الحالات النشطة 90 حالة. بقي عدد المتعافين ثابتًا عند 1531 حالة، وبقي عدد الوفيات ثابتًا عند 22 وفاة.[106]
- أبلغت سنغافورة عن 100 إصابة جديدة، ليصل العدد الإجمالي للإصابات إلى 55938 إصابة.[107][108]
- أبلغت أوكرانيا عن 1616 حالة جديدة و27 وفاة جديدة، وبذلك وصل العدد الإجمالي للإصابات إلى 94436 إصابة والوفيات إلى 2116، وبلغ عدد حالات الشفاء 48925 حالة.[109]

### 19 أغسطس
تقرير الحالة الصادر عن منظمة الصحة العالمية:
- أبلغت ماليزيا عن 16 حالة جديدة، وبذلك وصل العدد الإجمالي للإصابات إلى 9235 إصابة، وتعافى 23 شخصًا، ليصل العدد الإجمالي للمتعافين إلى 8925. بلغ عدد الحالات النشطة 185 حالة، وبقي عدد الوفيات ثابتًا عند 125.[110]
- أبلغت نيوزيلندا عن 9 إصابات جديدة، ليصل العدد الإجمالي للإصابات إلى 1631 (من بينها 1280 إصابة مؤكدة، و351 إصابة محتملة) وعدد الحالات النشطة إلى 78 من بينها 5 حالات استشفاء.[102]
- أبلغت سنغافورة عن 93 حالة جديدة، ليصل العدد الإجمالي للإصابات إلى 56031.[111][112]
- سجلت أوكرانيا رقمًا قياسيًا جديدًا في عدد الإصابات اليومية بلغ 1967 إصابة و28 وفاة جديدة، ليصل العدد الإجمالي للإصابات إلى 96403 إصابة و2144 وفاة، وبلغ عدد المتعافين 49737 شخصًا.[113]

### 20 أغسطس
تقرير الحالة الصادر عن منظمة الصحة العالمية:
- أبلغت ماليزيا عن خمس حالات جديدة، ما رفع عدد الحالات النشطة إلى 183 والعدد الإجمالي للإصابات إلى 9240، وقد شفيت سبع حالات جديدة، ليرتفع العدد الإجمالي للمتعافين إلى 8932. لا يزال عدد الوفيات ثابتًا عند 125 وفاة.[114]
- أبلغت نيوزيلندا عن خمس حالات مؤكدة جديدة، ليصل العدد الإجمالي للإصابات إلى 1654 من بينها 1304 حالة مؤكدة و350 حالة محتملة، وعدد الحالات النشطة إلى 101 من بينهم ست حالات استشفاء بزيادة واحدة عن اليوم السابق. لا يزال عدد حالات الشفاء ثابتًا عند 1531 ولا يزال عدد الوفيات ثابتًا عند 22 وفاة.[115]
- أبلغت سنغافورة عن 68 حالة جديدة، ليصل العدد الإجمالي للإصابات إلى 56099 إصابة.[116][117]
- سجلت أوكرانيا ارتفاعًا قياسيًا جديدًا في عدد الإصابات مع تسجيل 2134 إصابة جديدة، وسُجلت 40 وفاة جديدة، ليصل العدد الإجمالي للإصابات إلى 98537 إصابة وعدد الوفيات إلى 2184 وفاة، وبلغ عدد حالات الشفاء 50441.[118]

### 21 أغسطس
تقرير الحالة الصادر عن منظمة الصحة العالمية:
- أبلغت ماليزيا عن تسع حالات جديدة، ما رفع عدد الحالات النشطة إلى 179 وإجمالي عدد الإصابات إلى 9249. تعافى منهم 13 مصابًا ليصل العدد الإجمالي للمتعافين إلى 8943. لا يزال عدد الوفيات ثابتًا عند 125.[119]
- أبلغت نيوزيلندا عن 11 حالة جديدة (من بينها 9 حالات انتقال مجتمعية وحالتان وافدتان) ليصل العدد الإجمالي للإصابات إلى 1665 (منها 1315 حالة مؤكدة و350 محتملة). سُجلت سبع حالات شفاء جديدة، ليصل الإجمالي للمتعافين إلى 1538 وعدد الحالات النشطة إلى 105.[120]
- أبلغت سنغافورة عن 117 حالة جديدة، ليصل العدد الإجمالي للإصابات إلى 56216 إصابة.[121][122]
- أبلغت أوكرانيا عن 2106 إصابة جديدة و23 وفاة جديدة، ليصل العدد الإجمالي للإصابات إلى 100643 والوفيات إلى 2207، وعدد المتعافين إلى 51078.[123]

### 22 أغسطس
تقرير الحالة الصادر عن منظمة الصحة العالمية:
- أبلغت ماليزيا عن ثماني إصابات جديدة (ثلاث حالات وافدة وخمس حالات انتقال مجتمعي) ليصل عدد الحالات النشطة إلى 183 والعدد الإجمالي للإصابات إلى 9257، وتعافى أربعة مرضى ليرتفع العدد الإجمالي للمتعافين إلى 8949، ولا يزال عدد الوفيات ثابتًا عند 125 وفاة.[124]
- أبلغت نيوزيلندا عن تسجيل ست حالات مؤكدة جديدة، ما رفع العدد الإجمالي للإصابات إلى 1671 من بينها 1321 إصابة مؤكدة و350 إصابة محتملة وعدد الحالات النشطة إلى 111. وبقي عدد المتعافين ثابتًا عند 1538، وبقي عدد الوفيات ثابتًا عند 22 وفاة.[125]
- أبلغت سنغافورة عن 50 إصابة جديدة، ليصل العدد الإجمالي للإصابات إلى 56266 إصابة.[126][127]
- سجلت أوكرانيا ارتفاعًا قياسيًا جديدًا في عدد الإصابات بلغ 2328 إصابة جديدة و37 وفاة جديدة، ليصل العدد الإجمالي للإصابات إلى 102971 والوفيات إلى 2244، وبلغ عدد حالات الشفاء 51735 شخصًا.[128]

### 23 أغسطس
تقرير الحالة الصادر عن منظمة الصحة العالمية:
- أبلغت ماليزيا عن عشر إصابات جديدة (8 إصابات منها وافدة وحالتان محليتان)، ليصل العدد الإجمالي للإصابات إلى 9267 من بينها 183 حالة نشطة، تسعة منها في العناية المركزة وحالتان موضوعتان على المنفسة، مع تسجيل 10 حالات شفاء ليصل العدد الإجمالي للمتعافين إلى 8959 ولا يزال عدد الوفيات ثابتًا عند 125 وفاة.[129]
- أبلغت نيوزيلندا عن ثلاث إصابات جديدة (حالة واحدة لانتقال مجتمعي واثنتان وافدتان)، ليصل العدد الإجمالي للإصابات إلى 1674 إصابة من بينها 1324 إصابة مؤكدة و350 إصابة محتملة، وعدد الحالات النشطة إلى 114 إصابة، وبقي عدد المتعافين ثابتًا عند 1538 إصابة، ولايزال عدد الوفيات ثابتًا عند 22 إصابة.[130]
- أبلغت سنغافورة عن 87 إصابة جديدة، ليصل العدد الإجمالي للإصابات إلى 56353 إصابة.[131][132]
- أبلغت أوكرانيا عن 1987 إصابة جديدة و27 وفاة جديدة، ليصل العدد الإجمالي للإصابات إلى 104958 إصابة و2271 وفاة، وبلغ عدد حالات الشفاء 52235.[133]

### 24 أغسطس
تقرير الحالة الصادر عن منظمة الصحة العالمية:
- أبلغت ماليزيا عن سبع إصابات جديدة (خمس حالات انتقال مجتمعي وحالتان وافدتان) وبذلك وصل العدد الإجمالي للإصابات إلى 9274 إصابة من بينها 184 حالة نشطة 8 منها في العناية المركزة وخمس حالات موضوعة على المنفسة، وتعافى ستة أشخاص ليرتفع العدد الإجمالي للمتعافين إلى 8965. لا يزال عدد الوفيات ثابتًا عند 125.[134]
- أبلغت نيوزيلندا عن ثماني حالات مؤكدة جديدة (سبع حالات انتقال مجتمعي وحالة واحدة وافدة) وحالة واحدة محتملة، وبذلك وصل العدد الإجمالي للإصابات إلى 1683 (منها 1332 مؤكدة و351 محتملة) وبلغ عدد الحالات النشطة 123 حالة منها عشر حالات في المستشفيات بزيادة قدرها حالة واحدة عن اليوم السابق. لا يزال عدد المتعافين ثابتًا عند 1538 حالة وعدد الوفيات عند 22 وفاة.[135]
- أبلغت سنغافورة عن 51 إصابة جديدة، ليصل العدد الإجمالي للإصابات إلى 56404 إصابة.[136][137]
- أبلغت أوكرانيا عن 1799 حالة جديدة و22 حالة وفاة جديدة، ليصل العدد الإجمالي للإصابات إلى 106754 إصابة والوفيات إلى 2293، وبلغ عدد حالات الشفاء 52524 حالة.[137]

### 25 أغسطس
تقرير الحالة الصادر عن منظمة الصحة العالمية:
- أبلغت ماليزيا عن 11 إصابة جديدة، ليصل العدد الإجمالي للإصابات إلى 9285 من بينها 189 حالة نشطة منها ثماني حالات أدخلت إلى العناية المركزة وست منها موضوعة على المنفسة. تعافى ستة مصابين ليصل العدد الإجمالي للمتعافين إلى 8971 شخص.[138]
- أبلغت نيوزيلندا عن سبع حالات مؤكدة جديدة من انتقال مجتمعي، وبذلك وصل العدد الإجمالي للحالات إلى 1690 من بينها 1339 حالة مؤكدة و351 حالة محتملة. بلغ عدد الحالات النشطة 129 حالة. سُجلت حالة شفاء جديدة واحدة، وبذلك وصل العدد الإجمالي لحالات الشفاء إلى 1539.[139]
- أبلغت سنغافورة عن 31 إصابة جديدة، ليصل العدد الإجمالي للإصابات إلى 56435 إصابة.[140]
- أبلغت أوكرانيا عن 1658 إصابة جديدة و25 وفاة جديدة، وبذلك وصل العدد الإجمالي للإصابات إلى 108415 والوفيات إلى 2318، وبلغ عدد حالات الشفاء 52870 حالة.[141]

### 26 أغسطس
تقرير الحالة الصادر عن منظمة الصحة العالمية:
- أبلغت ماليزيا عن ست حالات جديدة (خمس حالات انتقال مجتمعي وحالة واحدة وافدة) ليصل العدد الإجمالي للإصابات إلى 9291 من بينها 188 حالة نشطة، تسع منها في العناية المركزة وست حالات موضوعة على المنفسة. تعافى سبعة مرضى جدد ليرتفع العدد الإجمالي للمتعافين إلى 8978. لا يزال عدد الوفيات ثابتًا عند 125 وفاة.[142]
- أبلغت نيوزيلندا عن خمس حالات جديدة (ثلاث حالات انتقال مجتمعي واثنتان وافدتان) ما رفع العدد الإجمالي للإصابات إلى 1695 (منها 1344 حالة مؤكدة و351 حالة محتملة) وبلغ عدد الحالات النشطة 134 حالة. بقي عدد المتعافين ثابتًا عند 1539 وعدد الوفيات ثابتًا عند 22 وفاة.[143]
- أبلغت سنغافورة عن 60 حالة جديدة، ليصل العدد الإجمالي إلى 56495 إصابة.[144][145]
- أبلغت أوكرانيا عن 1670 حالة جديدة و36 وفاة جديدة، وبذلك وصل العدد الإجمالي للإصابات إلى 110085 والوفيات إلى 2354. بلغ عدد حالات الشفاء 53454 حالة.[146]

### 27 أغسطس
تقرير الحالة الصدر عن منظمة الصحة العالمية:
- أبلغت ماليزيا عن خمس إصابات جديدة، ليصل العدد الإجمالي للإصابات إلى 9296. سُجلت 16 حالة شفاء جديدة، ليصل العدد الإجمالي للمتعافين إلى 8994. بلغ عدد الحالات النشطة 177 حالة ثماني حالات منها في العناية المركزة و6 في حاجة إلى المنفسة. لا يزال عدد الوفيات ثابتًا عند 125.[147]
- أبلغت نيوزيلندا عن سبع حالات مؤكدة جديدة (ست حالات منها انتقال مجتمعي وحالة واحدة وافدة) وبذلك وصل العدد الإجمالي للحالات إلى 1702 (منها 1351 حالة مؤكدة و351 حالة محتملة). سُجلت 15 حالة شفاء جديدة، ليصل الإجمالي للمتعافين إلى 1554 وعدد الحالات النشطة إلى 126 حالة. لا يزال عدد الوفيات ثابتًا عند 22 وفاة.[148]
- أبلغت سنغافورة عن 77 حالة جديدة، ليصل العدد الإجمالي للإصابات إلى 56572 إصابة.[149][150]
- أبلغت أوكرانيا عن 1974 إصابة جديدة وسجلت 49 وفاة جديدة، ليصل العدد الإجمالي للإصابات إلى 112059 والوفيات إلى 2403. بلغ عدد المتعافين ما مجموعه 54217 شخصًا.[151]

### 28 أغسطس
تقرير الحالة الصادر عن منظمة الصحة العالمية:
- أبلغت ماليزيا عن 10 حالات جديدة، ليصل العدد الإجمالي للإصابات إلى 9306. بلغ عدد الحالات النشطة 151 حالة ثمانية منها في العناية المركزة وست حالات موضوعة على المنفسة. تعافى 36 شخصًا جديدًا ليصل العدد الإجمالي للمتعافين إلى 9030. لا يزال عدد الوفيات ثابتًا عند 125 وفاة.[152]
- أبلغت نيوزيلندا عن 12 حالة مؤكدة جديدة (خمس منها انتقال من المجتمع وسبع وافدة) وبذلك وصل العدد الإجمالي للحالات إلى 1714 منها 1363 مؤكدة و351 محتملة (1،363 مؤكدة و 351 محتملة). سُجلت سبع حالات شفاء جديدة، مما رفع العدد الإجمالي للمتعافين إلى 1561 وبلغ عدد الحالات النشطة 130.[153]
- أبلغت سنغافورة عن 94 حالة جديدة، ليصل العدد الإجمالي للإصابات إلى 56666.[154][155]
- سجلت أوكرانيا رقمًا قياسيًا يبلغ 2438 حالة جديدة و48 وفاة جديدة، وبذلك وصل العدد الإجمالي للإصابات إلى 114497 والوفيات إلى 2451. تعافى ما مجموعه 55083 شخصًا.[156]

### 29 أغسطس
تقرير الحالة الصادر عن منظمة الصحة العالمية:
- أبلغت ماليزيا عن 11 حالة جديدة، ليصل العدد الإجمالي للإصابات إلى 9317. تعافى ثمانية أشخاص جدد، ليرتفع العدد الإجمالي للمتعافين إلى 9038. بلغ عدد الحالات النشطة 154 حالة ثمانية منها في العناية المشددة وست حالات موضوعة على المنفسة، ولا يزال عدد الوفيات ثابتًا عند 125.[157]
- أبلغت نيوزيلندا عن 13 حالة مؤكدة جديدة (11 حالة منها انتقال مجتمعي وحالتان وافدتان) ما رفع العدد الإجمالي للإصابات إلى 1727 منها 1376 حالة مؤكدة و351 حالة محتملة. سُجلت سبع حالات شفاء جديدة، ليصل العدد الإجمالي للمتعافين إلى 1568 وعدد الحالات النشطة إلى 137، ولا يزال عدد الوفيات ثابتًا عند 22 حالة.[158]
- أبلغت سنغافورة عن 51 حالة جديدة، ليصل العدد الإجمالي للإصابات إلى 56717 إصابة.[159][160]
- سجلت أوكرانيا رقمًا قياسيًا جديدًا يبلغ 2481 إصابة جديدة و41 وفاة جديدة، ليصل العدد الإجمالي للإصابات إلى 116978 والوفيات إلى 2492، وبلغ عدد المتعافين 56138 شخصًا.[161]

### 30 أغسطس
تقرير الحالة الصادر عن منظمة الصحة العالمية:
- أبلغت ماليزيا عن 17 إصابة جديدة، ليصل العدد الإجمالي للإصابات إلى 9334 إصابة، سُجلت حالة وفاة جديدة ليرتفع عدد الوفيات إلى 126. خرج عشرة مصابين من المستشفيات، ما رفع العدد الإجمالي لحالات الشفاء إلى 9048. بلغ عدد الحالات النشطة 160 حالة منها سبع حالات في العناية المشددة وخمس حالات موضوعة على المنفسة.[162]
- أبلغت نيوزيلندا عن حالتين مؤكدتين جديدتين (كلاهما انتقال مجتمعي) وبذلك وصل العدد الإجمالي للإصابات إلى 1729 منها 1378 إصابة مؤكدة و351 إصابة محتملة. سُجلت حالتا شفاء جديدتان ليصل العدد الإجمالي للمتعافين إلى 1570. لا يزال عدد الحالات النشطة ثابتًا عند 137، ولا يزال عدد الوفيات ثابتًا عند 22 وفاة.[163]
- أبلغت سنغافورة عن 54 إصابة جديدة، ليصل العدد الإجمالي للإصابات إلى 56771.[164][165]
- أبلغت أوكرانيا عن 2096 إصابة جديدة و35 وفاة جديدة، وبذلك وصل العدد الإجمالي للإصابات إلى 119074 والوفيات إلى 2527 وفاة. بلغ عدد حالات الشفاء 56734 شخصًا.[166]

### 31 أغسطس
تقرير الحالة الصادر عن منظمة الصحة العالمية:
- أبلغت ماليزيا عن ست إصابات جديدة، ليصل العدد الإجمالي للإصابات إلى 9340 إصابة، تعافى ستة منهم، ليصل العدد الإجمالي للمتعافين إلى 9054. سُجلت حالة وفاة جديدة ليرتفع عدد الوفيات إلى 127. بلغ عدد الحالات النشطة 159 حالة، ست حالات منها في العناية المشددة وأربع حالات موضوعة على المنفسة.[167]
- أبلغت نيوزيلندا عن تسع حالات جديدة، ليصل العدد الإجمالي للإصابات إلى 1738 منها 1387 مؤكدة و351 محتملة، سُجلت 15 حالة شفاء جديدة، ليصل العدد الإجمالي للمتعافين إلى 1585 شخصًا. بلغ عدد الحالات النشطة 131 من بينها 11 مريضًا في المستشفيات، ولا يزال عدد الوفيات ثابتًا عند 22 وفاة.[168]
- أبلغت سنغافورة عن 41 حالة جديدة، وبذلك وصل العدد الإجمالي للإصابات إلى 56812.[169][170]
- أبلغت أوكرانيا عن 2141 إصابة جديدة و30 وفاة جديدة، وبذلك وصل العدد الإجمالي للإصابات إلى 121215 إصابة و2557 وفاة، وبلغ عدد المتعافين 57114 شخصًا.[171]